# Vimto
Vimto é um refrigerante à base de frutos silvestres com sabor único oriundo do Reino Unido. Contém sumo de uva, framboesa e groselha preta (num teor de 3%), assim como ervas e especiarias. É comercializado na versão gaseificada em latas e garrafas de 2 Litros. Poderá também encontrar o Vimto Concentrado de 725 ml para misturar com água.

## História
O refrigerante Vimto foi criado em 1908 na cidade de Manchester, na Inglaterra, por John Noel Nichols (1883 - 1966), um vendedor de especiarias e medicamentos. Inicialmente, foi vendido sob a designação Vim Tonic, que viria a ser abreviada por Nichols para Vimto em 1912. Originalmente, foi registado como um medicamento, mas viria a ser registado novamente em 1913 como um sumo.
Atualmente, é produzido pela Cott Beverages, nas regiões inglesas de Derbyshire e Yorkshire, em nome da Vimto Soft Drinks, pertencente à Nichols plc. A Nichols retirou-se da produção direta em 2003, ao fechar a sua fábrica em Haydock. O Vimto adquiriu um estatuto de culto entre os consumidores ao celebrar o seu centésimo aniversário em 2008. É também fabricado sob licença na Arábia Saudita e no Iémene. É, em alguns locais, considerada a bebida mais popular do Ramadão.